# Martin Tille
Martin Tille (* 11. August 1883 in Klinga; † 21. Februar 1956 in Marienberg) war ein deutscher Landschaftsmaler.

## Leben
Tille war der Sohn eines Kirchschullehrers. Er besuchte das Lehrerseminar in Oschatz und wurde zunächst Hilfslehrer an der Bürgerschule in Strehla. Im Jahr 1908 wurde er als Pädagoge nach Marienberg in das Erzgebirge versetzt, wo er als Studienrat tätig war. Als Autodidakt war er zur Malerei gekommen. Seine Heimatmotive aus dem Erzgebirge und seiner Wirkungsstätte Marienberg verewigte er in Ölbildern, Pastellen, Aquarellen und Zeichnungen.
Vom 20. Juli bis 17. August 2008 wurde aus Anlass seines 125. Geburtstags in Marienberg eine Jubiläumsausstellung gleichzeitig in drei Museen veranstaltet.